# 85 v.Chr.
Het jaar 85 v.Chr. is een jaartal volgens de christelijke jaartelling. 

## Gebeurtenissen

### Italië
- In Rome worden Lucius Cornelius Cinna en Gnaius Papirius Carbo, door de Senaat gekozen tot consul van het Imperium Romanum.
- De 15-jarige Julius Caesar ontvangt uit handen van zijn vader Gaius Julius Caesar Strabo de toga virilis (het teken van volwassenheid) en zet zijn eerste stappen in de Romeinse politiek. Kort daarna overlijdt zijn vader en wordt Caesar pater familias, het hoofd van het gezin.

### Griekenland
- Einde van de Eerste Mithridatische Oorlog, Lucius Cornelius Sulla verslaat bij Orchomenos het Pontische leger van Mithridates VI. Hij accepteert de "Vrede van Dardanus" en moet aan Rome een oorlogsschatting van 3.000 talenten betalen.

### Palestina
- Aretas III (85 - 62 v.Chr.) volgt zijn vader Obodas I op als koning van de Nabateeërs.

### Egypte
- Ptolemaeus IX Soter verovert in Opper-Egypte, na een beleg van drie jaar Thebaïs.

### Klein-Azië
- Winter - Lucius Valerius Flaccus steekt met een Romeins expeditieleger (2 legioenen) de Bosporus over naar Byzantium, maar wordt tijdens een muiterij vermoord.

## Geboren
- Atia Balba Caesonia (~85 v.Chr. - ~43 v.Chr.), moeder van Gaius Julius Caesar Octavianus (Augustus)
- Juba I (~85 v.Chr. - ~46 v.Chr.), koning van Numidië
- Marcus Junius Brutus (~85 v.Chr. - ~42 v.Chr.), Romeins senator en een van de samenzweerders tegen Julius Caesar
- Marcus Vitruvius Pollio (~85 v.Chr. - ~20 v.Chr.), Romeins architect en ingenieur, schrijver van De architectura
- Tiberius Claudius Nero (~85 v.Chr. - ~33 v.Chr.), Romeins praetor en vader van Tiberius Claudius Nero (de latere princeps (keizer)).

## Overleden
- Gaius Julius Caesar Strabo (~140 v.Chr. - ~85 v.Chr.), Romeins senator en vader van Julius Caesar (55)
- Lucius Accius (~170 v.Chr. - ~85 v.Chr.), Romeins tragediedichter (85)
- Lucius Valerius Flaccus, Romeins consul en veldheer